# Ólafsvík
Ólafsvík é uma localidade na Islândia. Em 2018 tinha uma população de cerca de 970 habitantes.